# ليغا باسكيت الدرجة الأولى موسم 2005–06
ليغا باسكيت الدرجة الأولى موسم 2005–06 أقيم بمشاركة 18 فريقا. توج تريفيزو لكرة السلة بطلا وجاء فورتيتودو بولونيا ثانيا.

## الأدوار الإقصائية
ربع النهائي
- فورتيتودو بولونيا - بييلا لكرة السلة 3-1 (78-67، 76-85، 105-55، 80-76)
- تريفيزو لكرة السلة - أولمبيا ميلانو 3-2 (83-76، 65-76، 77-70، 67-75، 81-66)
- فيرتوس روما - منز سانا 1871 باسكت 3-1 (64-74، 84-60، 78-72، 84-63)
- باسكت نابولي - أماتوري أوديني 3-0 (107-87، 92-84، 91-72)

نصف النهائي
- فورتيتودو بولونيا - باسكت نابولي 3-2 (91-89، 78-89، 83-58، 82-92، 103-83)
- تريفيزو لكرة السلة - فيرتوس روما 3-1 (85-77، 67-70، 63-55، 81-73)

النهائي
- تريفيزو لكرة السلة - فورتيتودو بولونيا 3-1 (77-69، 88-82، 72-73، 69-68)